# Koskio
Koskio eller Koskionjärvi är en sjö i Finland. Den ligger i kommunerna Pertunmaa och Heinola i landskapen Södra Savolax och Päijänne-Tavastland, i den södra delen av landet, 150 km nordost om huvudstaden Helsingfors. Koskio ligger 95,6 meter över havet. I omgivningarna runt Koskio växer i huvudsak blandskog. Arean är 2,49 kvadratkilometer och strandlinjen är 22,84 kilometer lång. Sjön  ingår i Kymmene älvs huvudavrinningsområde.  I sjöns södra del (Pertunmaa kommun) ligger ön Muuraissaari vars area är omkring 0,1 hektar med en största längd av 50 meter i nord-sydlig riktning.